# Krzysztof Pierwieniecki
Krzysztof Pierwieniecki (ur. 7 kwietnia 1952 w Łubowie) – polski bokser, trener, olimpijczyk z Monachium 1972.
Reprezentant szczecińskich klubów: Pogoni (w latach 1968-1974) i Stali Stocznia w latach 1974-1981. Startował w wadze lekkopółśredniej i półśredniej. W roku 1972 podczas mistrzostw Europy juniorów zdobył złoty medal w wadze lekkopółśredniej.
Mistrz Polski w kategorii lekkopółśredniej w 1972 roku. 
Na igrzyskach olimpijskich w 1972 wystartował w wadze lekkopółśredniej odpadając w eliminacjach.
W trakcie kariery sportowej stoczył 197 walk z czego 163 wygrał, 25 przegrał i 9 zremisował. Po zakończeniu kariery sportowej przez krótki okres (5 lat) był trenerem w klubie Stal Stocznia Szczecin.